# Jan Dembkowski
Jan Jerzy Dembkowski (ur. 21 lutego 1946 w Brodnicy) – polski polityk, poseł na Sejm PRL IX kadencji.

## Życiorys
W 1973 skończył liceum chemiczne, a w 1979 Policealne Studium Zawodowe. Od 1967 sterowniczy w Mazowieckich Zakładach Rafineryjnych i Petrochemicznych. Był przewodniczącym tamtejszego związku zawodowego. W 1976 wstąpił do Polskiej Zjednoczonej Partii Robotniczej. Był II sekretarzem Podstawowej Organizacji Partyjnej PZPR w Zakładzie Syntezy Monomerów i członkiem Miejskiej Komisji Kontroli Partyjnej w Płocku. Od 1980 do 1981 należał do Niezależnego Samorządnego Związku Zawodowego „Solidarność”. W latach 1985–1989 z ramienia PZPR pełnił mandat poselski w Sejmie PRL IX kadencji z okręgu płockim. Zasiadał w Komisji Ochrony Środowiska i Zasobów Naturalnych oraz w Komisji Przemysłu. W okresie 1998–2002 był radnym Płocka z ramienia Sojuszu Lewicy Demokratycznej.

## Odznaczenia
Brązowy Krzyż Zasługi.